# Dearest Cream Soda with love BLACK CATS All Time Super Best "Melody"
Dearest Cream Soda with love BLACK CATS All Time Super Best "Melody"（ディアレスト・クリーム・ソーダ・ウィズ・ラブ・ブラックキャッツ・オール・タイム・スーパーベスト・メロディー）はBLACK CATSのベストアルバム。

## 内容
覚田修、久米浩司の2人での2度面の再結成以降の作品。メンバー選曲・監修、リマスタリングで行っており、1999年の2度目の解散まで発売されたこれまでの収録曲から選曲されたベスト・アルバム。6人バンド時代の曲のリメイクバージョン3曲は覚田と久米によるボーカルである。

## 収録曲
1. 1950 （2017 New Rec.）
作詞：BLACK CATS　作曲：林敏明
2. カバー・ガール （2017 New Rec.）
作詞・作曲：BLACK CATS
3. BLACK CATS （2017 New Rec.）
作詞・作曲：BLACK CATS
4. Summer Rain Love
作詞・作曲：BLACK CATS
5. MAGIC ISLAND
作詞・作曲：BLACK CATS
6. Rendez Vous（ランデブー）
作詞・作曲：Geoffrey Goddard（訳詞：BLACK CATS）
7. ピンクのレモネード
作詞：中山良子　作曲：中村元
8. 雨のコニーアイランド
作詞：中山良子　作曲：高田誠一
9. MAN & BOY
作詞：小暮陽　作曲：織田哲郎
10. Dear Miss Lonely
作詞：小暮陽　作曲：織田哲郎
11. Good Bye Boy ～俺のラストシーン～
作詞：佐藤ありす　作曲：船橋孝樹
12. 春まで待ちます -ランデブー Part III-
作詞：本田富士子　作曲：チャーリー
13. DRIFTIN'
作詞：船橋孝樹・NOBODY　作曲：NOBODY
14. 追憶
作詞：高田誠一　作曲：炭谷貴士
15. 君がいた夏 ～Just come back to me～
作詞：堤まり・MASAKI　作曲：MASAKI